# Брук на Мури
Брук на Мури град је у Аустрији, смештен у средишњем делу државе. Значајан је град у покрајини Штајерској, као седиште истоименог округа Брук на Мури.
Брук на Мури је важно железничко чвориште у Аустрији, на правцу Беч - Грац.

## Природне одлике
Брук на Мури се налази у средишњем делу Аустрије, 150 км југозападно од главног града Беча. Главни град покрајине Штајерске, Грац, налази се 55 km јужно од града.
Град Брук на Мури се сместио у долини реке Муре, на месту где се у дату реку улива њена прва велика притока, река Мурц. Изнад града се издижу Алпи. Надморска висина града је око 470 m.

## Становништво
| 1981.  | 1991.  | 2001.  | 2011.  |
| ------ | ------ | ------ | ------ |
| 17.408 | 17.033 | 16.381 | 15.649 |

По процени из 2016. у граду је живело 15850 становника. Последњих деценија број градског становништва се смањује.

## Партнерски градови
- Лијевен
- Хаген
- Италија

## Галерија
- Главни градски трг
- Римокатоличка Црква св. Руперта - унутрашњост
- Стара улица у градском језгру
- Градска кућа